# Tatra K2
Tatra K2 je dvodijelni tramvaj, koji se proizvodio od 1966. do 1983. godine (prototip 1966. godine) u tvornici ČKD. Tramvaj je odvojen od tipa Tatra T3 zbog toga što ima dva dijela. Proizvedeno je 569 tramvaja za čehoslovačke javne prijevoznike, ali i za inozemstvo (Bosna i Hercegovina i Sovjetski Savez).

## Povijest
Klasični tramvaji koji se temelje na koncepciji PCC nisu mogli zamijeniti stare dvoosovinske tramvaje u kompoziciji, ČKD je počeo razvijati tramvaje većeg kapaciteta, te je 1964. godine nastao tip Tatra K1. No problem je bio u elektropneumatskoj opremi. Zato se razvio jedan prototip tramvaja Tatra K2 s diodnom opremom.
Proizvodnja tramvaja se odvijala do 1983. godine. Nasljednik tramvaja K2 je trebao biti tip Tatra KT6, no razvoj tramvaja je bio obustavljen.

## Konstrukcija
Tatra K2 je jednosmjerni šesteroosovinski zglobni tramvaj. Po mehanizmu je tramvaj sličan tipu Tatra K1. Postolja imaju tri vrste kočnica: elektromagnetske, čeljusne i tračničke. Zglobni spoj tramvaja se nalazi na srednjem postolju. Naspram tramvaja Tatra T3, srednje postolje je izvedeno da prati zglobni spoj. Tramvaji imaju zaobljena čela (pojedine modernizacije uključuju nova čela). Čela tramvaja su proizvedena od laminata. Dizajner čela je František Kardaus.
Pod je visok 900 mm nad kolosijekom. Pod je vodootporan i napravljen je od gume. Prozori su na rubovima prekriveni gumom. Gornji dio prozora se može otvoriti, a za dodatnu ventilaciju služe krovni prozori. Interijer tramvaja se osvjetlje pomoću fluorescentne cijevi, grijači su postavljeni na rubovima tramvaja. Stolice od laminata (u prvim serijama kožne) su raspoređene sistemom 2+1. Na prednjem dijelu vozila se nalazi upravljačnica, a upravlja se pedalama za vožnju i kočenje.  U svakom dijelu se nalaze dvoja četverokrilna vrata kontrolirana od strane vozača.
Proizvodili su se tramvaji K2 za Čehoslovačku, K2YU za Jugoslaviju i K2SU za Sovjetski Savez, a razlike su neprimjetne.  

### Rekonstrukcije i modernizacije
Prva veća modernizacija je odrađena u Brnu, kako bi se smanjilo korištenje električne energije. Pri takvim "malim modernizacijama" su motori spojeni serijski, a kada se postigne veća brzina bi se trebalo spojiti na paralelno spajanje. Takvi tramvaji su dobili tip K2MM, a modernizirano ih je bilo 67. No zbog problema s takvom modernizacijom, tramvaji su vraćeni u originalno stanje.
| Tip            | Izmjene pri modernizacijama                                                    | Godine modernizacije | Gradovi             |
| -------------- | ------------------------------------------------------------------------------ | -------------------- | ------------------- |
| Tatra K2G      | Električna oprema TV8 (tiristorska)                                            | 1995. – 2005.        | Ostrava, Bratislava |
| Tatra K2R      | Novi dizajn, električna oprema TV8 (tiristorska)                               | 1995. – 1998.        | Brno                |
| Tatra K2R-03   | Novi dizajn, električna oprema TV8 (tiristorska)                               | 1997. – 1999.        | Brno                |
| Tatra K2S      | Novi dizajn, električna oprema TV14 ili TV Progress (IGBT)                     | 1998. – 2009.        | Bratislava          |
| Satra II       | Novi dizajn, električna oprema TV14 (prototip) i Siemens (IGBT)                | od 1998.             | Sarajevo            |
| Tatra K2T      | Električna oprema TV14 (IGBT)                                                  | 1999. – 2000.        | Brno                |
| Tatra K2R.03-P | Novi dizajn, električna oprema TV Progress (IGBT)                              | 2000. – 2002.        | Brno                |
| Tatra K2P      | Električna oprema TV Progress (IGBT)                                           | 2000. – 2005.        | Brno, Ostrava       |
| Tatra K3R-N    | Novi dizajn, električna oprema TV Progress (IGBT), novi srednji niskopodni dio | 2002. – 2004.        | Brno                |
| Satra III      | Novi dizajn, električna oprema Siemens, novi srednji niskopodni dio            | od 2004.             | Sarajevo            |

### Novi tramvaji
Novi tramvaji kao modernizacije tramvaja K2 su se proizvodili od 2000. godina. Tramvaji se vode kao rekonstrukcije, no koriste se neki dijelovi sa starih tramvaja (npr. postolja). 
| Tip          | Izmjene pri proizvodnji                                                        | Godine proizvodnje | Gradovi    |
| ------------ | ------------------------------------------------------------------------------ | ------------------ | ---------- |
| Tatra K3R-N  | Novi dizajn, električna oprema TV Progress (IGBT), novi srednji niskopodni dio | 2006.              | Brno       |
| Tatra K2S    | Novi dizajn, električna oprema TV Progress (IGBT)                              | 2007. – 2009.      | Bratislava |
| Vario LF2R.E | Novi dizajn, električna oprema TV Europulse, djelomično niskopodni tramvaj     | 2008. – 2018.      | Brno       |
| Vario LF2R.S | Novi dizajn, električna oprema Škoda, djelomično niskopodni tramvaj            | 2013. – 2014.      | Ostrava    |

## Prodaje tramvaja
Od 1966. do 1983. je prodano 569 tramvaja.
| Država              | Grad           | Tip  | Godine prodaje | Prodano tramvaja | Garažni brojevi po prodaji | Izvori |
| ------------------- | -------------- | ---- | -------------- | ---------------- | -------------------------- | ------ |
| Bosna i Hercegovina | Sarajevo       | K2YU | 1973. – 1983.  | 90               | 201-290                    | [ 11 ] |
| Češka               | Brno           | K2   | 1967. – 1983.  | 120              | 601-607, 1008-1117         | [ 12 ] |
| Češka               | Brno           | K2YU | 1983.          | 15               | 1118-1132                  | [ 13 ] |
| Češka               | Ostrava        | K2   | 1967. – 1969.  | 8                | 802-809                    | [ 14 ] |
| Češka               | Ostrava        | K2YU | 1983.          | 2                | 810-811                    | [ 14 ] |
| Rusija              | Ekaterinburg   | K2SU | 1967. – 1969.  | 20               | 801-820                    | [ 15 ] |
| Rusija              | Moskva         | K2SU | 1967. – 1970.  | 60               | 151-211                    | [ 16 ] |
| Rusija              | Novosibirsk    | K2SU | 1967. – 1969.  | 36               | 121-156                    | [ 17 ] |
| Rusija              | Rostov na Donu | K2SU | 1968.          | 5                | 1001-1005                  | [ 18 ] |
| Rusija              | Samara         | K2SU | 1967. – 1969.  | 30               | 1001-1030                  | [ 19 ] |
| Rusija              | Tula           | K2SU | 1969. – 1970.  | 19               | 401-419                    | [ 20 ] |
| Rusija              | Ufa            | K2SU | 1968. – 1969.  | 35               |                            | [ 17 ] |
| Slovačka            | Bratislava     | K2   | 1969. – 1977.  | 86               | 309-394                    | [ 6 ]  |
| Slovačka            | Bratislava     | K2YU | 1983.          | 3                | 7085-7087                  | [ 6 ]  |
| Ukrajina            | Harkiv         | K2SU | 1968. – 1969.  | 40               | 1901-1940                  | [ 21 ] |

## Povijesna vozila
| Grad         | Garažni broj | Tvrtka                         | Tip   | Godina proizvodnje | Povijesni od godine | Izvori        |
| ------------ | ------------ | ------------------------------ | ----- | ------------------ | ------------------- | ------------- |
| Bratislava   | 317          | DPB                            | K2    | 1971.              | 1994.               | [ 22 ]        |
| Bratislava   | 7086         | DPB                            | K2YU  | 1983.              | 2009.               | [ 23 ]        |
| Bratislava   | 8133         | DPB                            | K2    | 1977.              | 2009.               | [ 24 ]        |
| Brno         | 1095         | TMB                            | K2    | 1977.              | 2005.               | [ 25 ] [ 26 ] |
| Brno         | 1123         | DPMB                           | K2YU  | 1983.              | 2016.               | [ 27 ]        |
| Ekaterinburg | 813          | EMUP "TTU" (javni prijevoznik) | K2SU  | 1968.              | 1998.               | [ 28 ]        |
| Ostrava      | 803          | DPO                            | K2R.P | 1966.              | 2018.               | [ 29 ]        |

## Galerija
- Tatra K2S u Bratislavi
- Tatra K2YU u Sarajevu
- Interijer tramvaja Tatra K2R.P

## Napomene
1. ↑  Garažni broj 607 u Brnu je prototip.
2. ↑  Garažni brojevi 1024, 1046 i 1105 u Brnu su ponovljeni dva puta.
3. ↑  Garažni broj 156 u Moskvi je preskočen.